# Catherine Léger (Leichtathletin)
Catherine Léger (* 27. Februar 2000 in Montreal) ist eine kanadische Leichtathletin, die sich auf den Sprint spezialisiert hat.

## Sportliche Laufbahn
Erste internationale Erfahrungen sammelte Catherine Léger im Jahr 2019, als sie bei den Panamerikanischen-U20-Meisterschaften in San José in 23,25 s den vierten Platz im 200-Meter-Lauf belegte und mit der kanadischen 4-mal-400-Meter-Staffel in 3:30,68 min die Silbermedaille gewann. Zudem sicherte sie sich mit der 4-mal-100-Meter-Staffel in 44,42 s die Bronzemedaille. 2022 qualifizierte sie sich über die Weltrangliste über 200 Meter für die Weltmeisterschaften in Eugene und schied dort mit 23,25 s in der ersten Runde aus.
Léger ist Studentin an der University of California, Los Angeles.

## Persönliche Bestzeiten
- 100 Meter: 11,43 s (+0,9 m/s), 25. Juni 2022 in Langley
  - 60 Meter (Halle): 7,45 s, 15. Januar 2022 in Spokane
- 200 Meter: 23,17 s (+1,5 m/s), 23. Juli 2019 in San José
  - 200 Meter (Halle): 23,34 s, 11. Februar 2022 in Albuquerque